# Нью-Йорк-Уорлд-билдинг
Нью-Йорк-Уо́рлд-би́лдинг (англ. New York World Building) — небоскрёб в Нью-Йорке, возведённый в 1890 и снесённый в 1955 году. Был также известен под названием "дом Пулитцера" (англ. Pulitzer Building).
Возведение небоскрёба началось на улице Парк-Роу 10 октября 1889 года и было закончено 10 декабря 1890 года. В нём разместилось издательство несуществующей ныне газеты The New York World, владельцем которой был Джозеф Пулитцер. Здание стало первым строением Нью-Йорка, превзошедшим по высоте шпиль Церкви Троицы. Его высота без шпиля составляла 94,2 метра, со шпилем — 106,4 метра. На момент постройки здание было одним из самых высоких в мире, и высочайшим в Нью-Йорке (вплоть до 1894 года, когда было построено здание Манхэттен-Лайф-Иншуренс-Билдинг). Точных данных об этажности здания не имеется. Она могла составлять от 16 или 18 до 20 или 26 этажей. Также существует мнение, что высота здания составляла 391 фут (119 м), а этажность — 30 этажей. В здании было до 950 офисных помещений, в которых могло размещаться до 4000 работников.
Полукруглый кабинет Пулитцера с тремя большими окнами находился в верхней части здания и был украшен потолочными фресками и рельефными обитыми кожей стенами.  
В 1955 году здание было снесено в рамках строительства нового съезда с Бруклинского моста.